# 4425 Bilk
4425 Bilk este un asteroid din centura principală, descoperit pe 30 octombrie 1967, de Luboš Kohoutek.